# Casa al carrer Joaquim Vayreda i ronda Fluvià (Olot)
La Casa al carrer Joaquim Vayreda i ronda Fluvià és una obra d'Olot (Garrotxa) protegida com a bé cultural d'interès local.

## Descripció
És una bonica casa de principis de segle, de planta rectangular, amb baixos, primer pis, dues terrasses i un cos central més elevat. A la façana de migdia es pot veure un cos sortit a manera de tribuna, aprofitat per fer-hi una terrassa al damunt. Els murs es varen arrebossar i es decoraren amb esgrafiats formant llaços, als voltants de les obertures i la part superior del cos central. Cal remarcar les petites plaques de ventilació del cel ras decorades amb motius florals. És destacable la barana de dos terrasses superiors de forma ondulada i baranes al mig.

## Història
Olot, a principis de segle xx, viu uns moments de puixança ciutadana, entre 1900 i 1902 se celebra la important exposició Regional olotina de Belles Arts, Indústries Artístiques, Arts Femenines i Indústria Comarcal; l'any 1911 s'inaugura el Carrilet d'Olot a Girona.
Manuel Malagrida fa tirar endavant la creació d'una ciutat-jardí a l'espai comprès entre el Passeig de Barcelona i el riu Fluvià. Als carrers propers a l'eixample (Vilanova, Vayreda, etc.) es van fer edificis importants com la casa Masramon i d'altres amb decoracions notables, bé que no tindran les pretensions d'aquelles aixecades en ple eixample.